# Flensburger Schiffbau-Gesellschaft
Die Flensburger Schiffbau-Gesellschaft (FSG) ist eine deutsche Werft mit Sitz in Flensburg, die seit ihrer Gründung im Jahr 1872 direkt am Flensburger Hafen ansässig ist. Seit Februar 2025 firmiert das Unternehmen unter den Namen FSG Shipyard GmbH sowie FSG Design GmbH.

## Geschichte

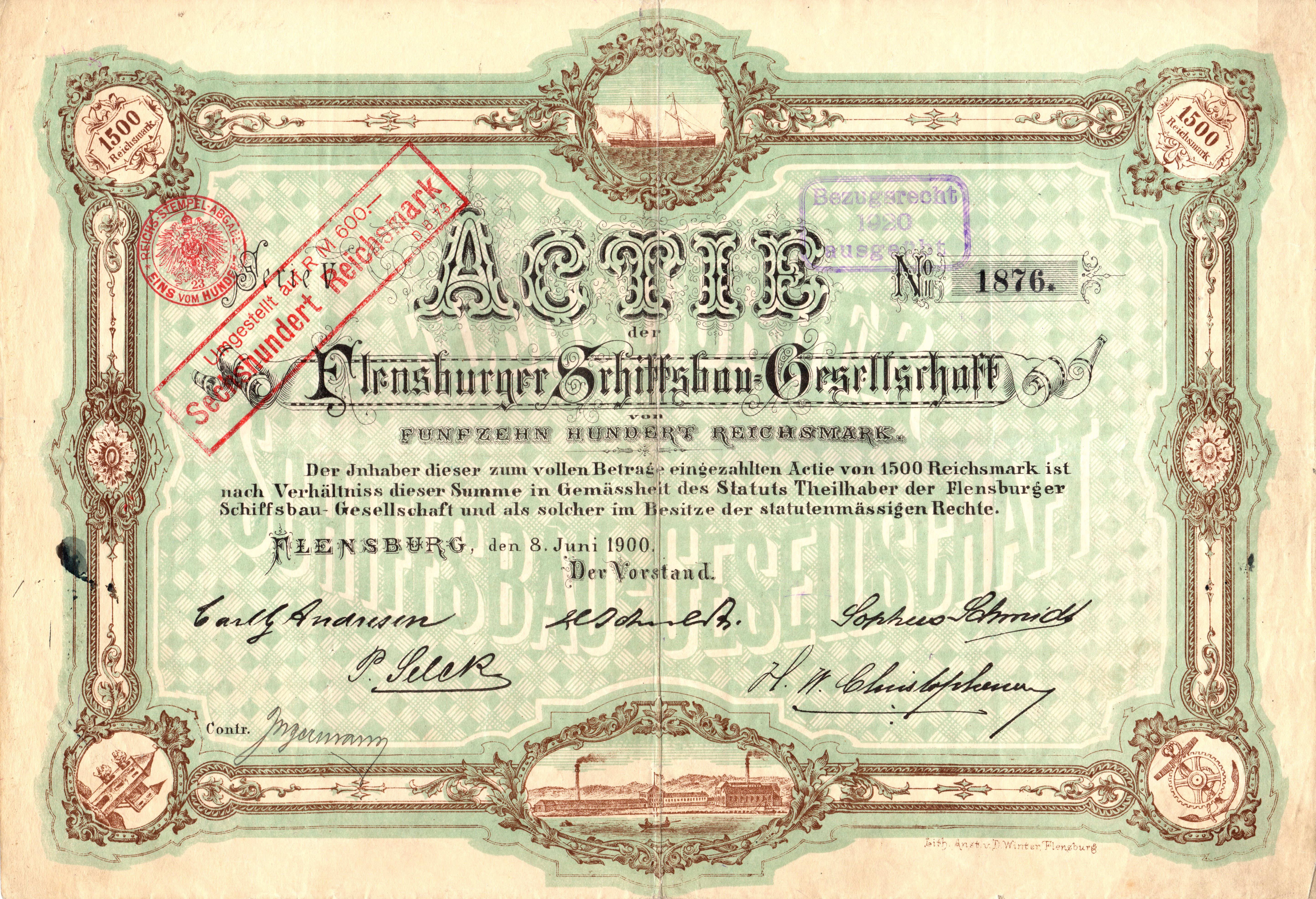
Aktie über 1500 RM der Flensburger Schiffsbau-Gesellschaft vom 8. Juni 1900

### Von der Gründerzeit bis zum Ersten Weltkrieg
1872 wurde von fünf Flensburger Unternehmern die Flensburger Schiffsbau-Gesellschaft, kurz FSG als Aktiengesellschaft gegründet. An der Westseite des Flensburger Hafens wurde ein Gelände von 27.135 m² erworben und Helgen für bis zu 100 Meter große Schiffe errichtet. Der erste Neubau, ein Vollschiff aus Stahl, die Doris Brodersen, wurde 1875 in Dienst gestellt. 1892 erfolgte der Bau eines Schwimmdocks von 2300 Tonnen Tragfähigkeit. Um 1900 hatte die FSG bereits über 2000 Beschäftigte.
Die Helgenanlage wurde für den Bau der immer größer werdenden Schiffe bald zu klein, daher erwarb die Werftleitung fünf große Villengrundstücke vor dem Stadtgebiet Ostseebad, auf denen fünf Hellinge von je 150 m Länge und 20 m Breite Platz fanden, die den Bau von Seeschiffen bis zu 8.000 BRT ermöglichten. 1901 wurde die „Neue Werft“ in Betrieb genommen. Vermutlich 1903 wurde das erste Schiff gebaut. Die „Alte Werft“ wurde zunächst für Ausrüstung und Reparaturen weiter verwendet (heute befindet sich dort die Flensburger Fahrzeugbau). 1912 war die Belegschaft auf 2989 Mann gewachsen, die in jenem Jahr zwölf Dampfer mit zusammen 61500 BRT bauten. Einer der Hauptabnehmer war die Deutsch-Australische Dampfschiffs-Gesellschaft, die zwischen 1889 und 1914 allein 36 Schiffe aus Flensburg erhielt.
Während des Ersten Weltkrieges konnte die FSG den Handelsschiffbau weiter betreiben und war zusätzlich mit dem Bau der Druckkörper für die Handels-U-Boote vom Typ U 151 Deutschland und Bremen sowie des U-Kreuzers U 154 dieses Typs befasst (Bau-Nr. 381–383).

### Krisenjahre

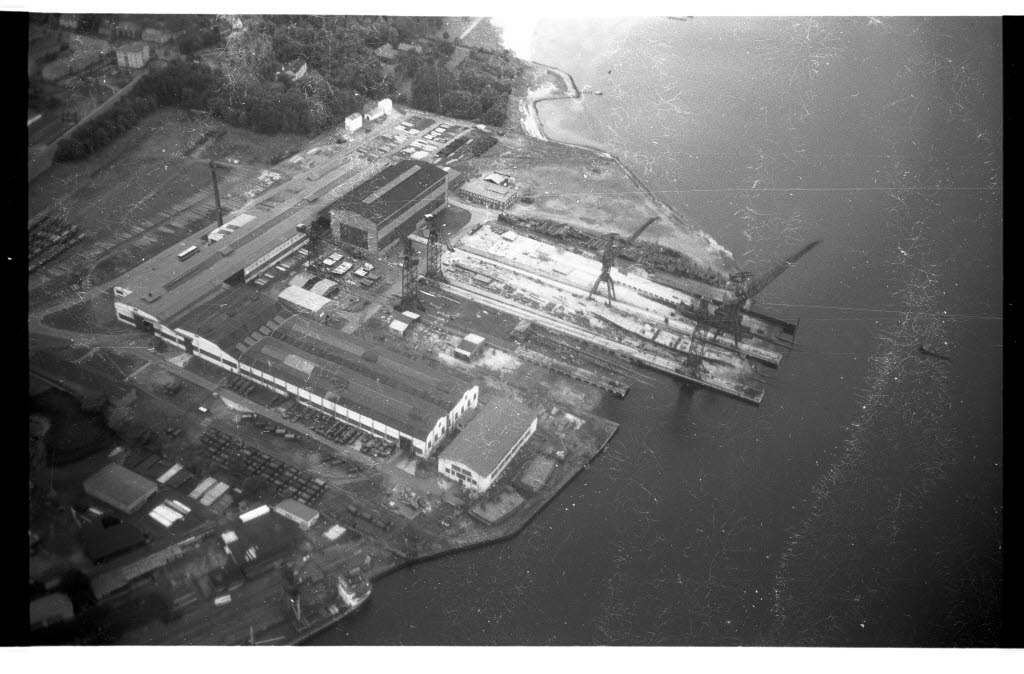
Luftaufnahme der Werft vom Juni 1965

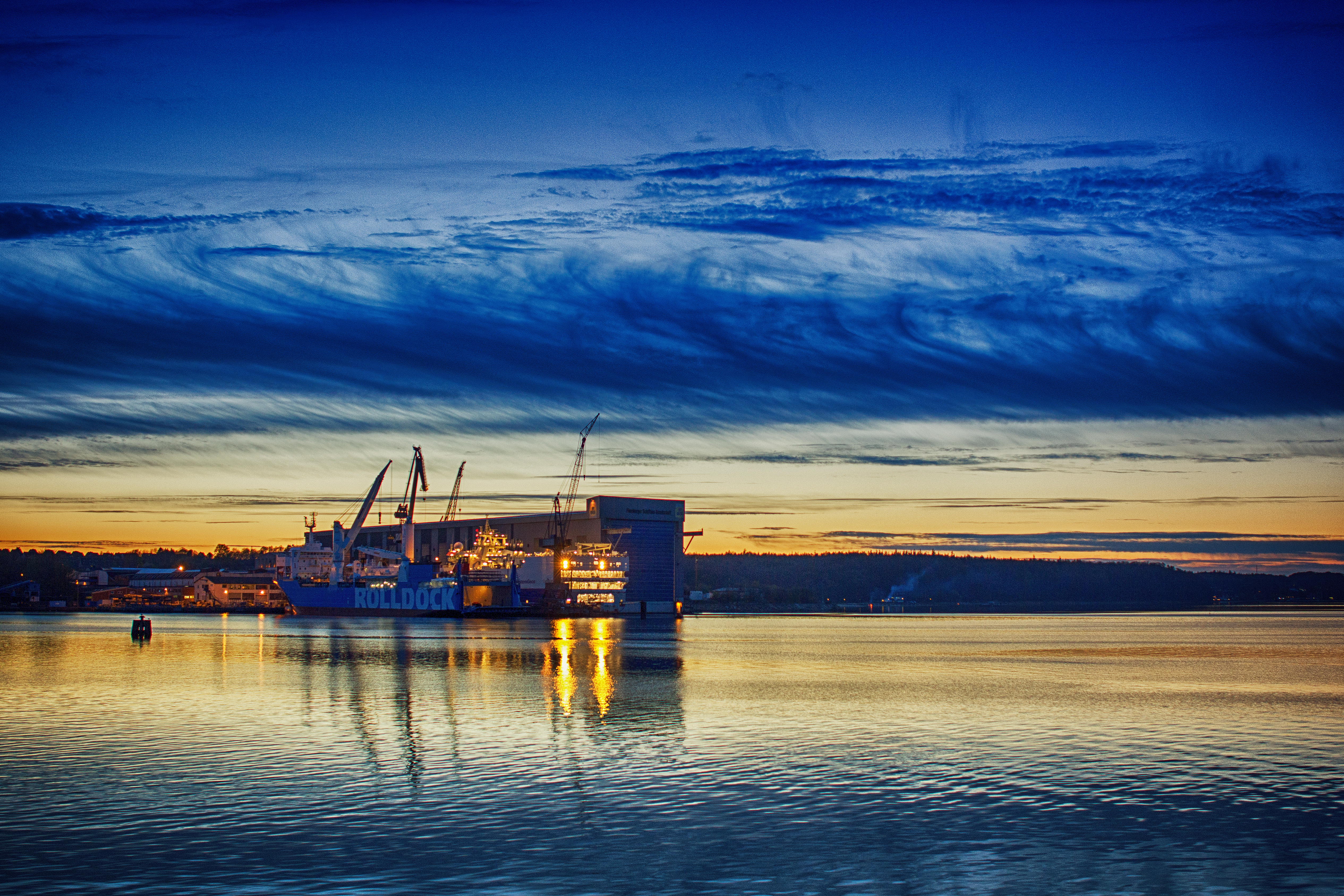
Schiffbauhalle und die RollDock Storm, 2014

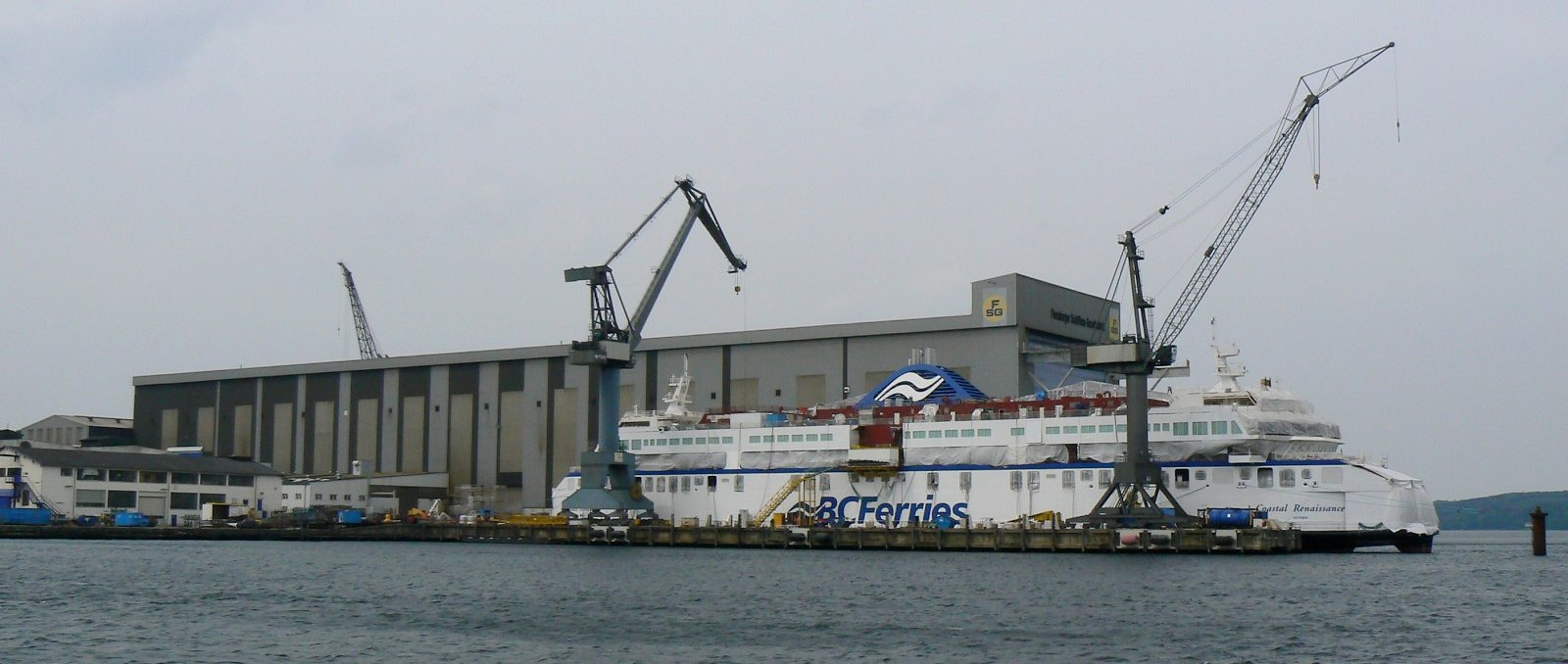
Schiffbauhalle und Ausrüstungskai der FSG mit Neubau Coastal Renaissance (BC Ferries), 2007

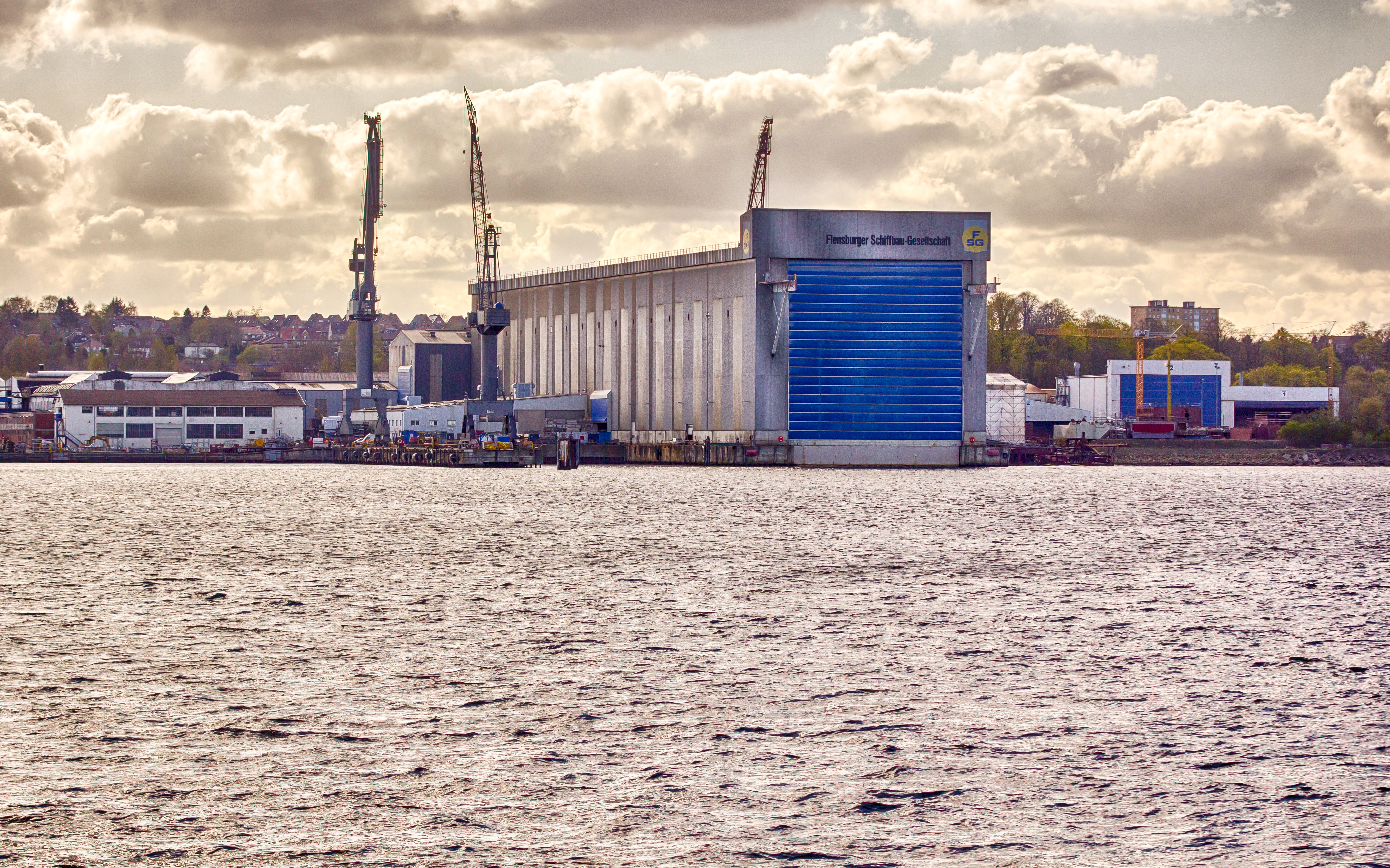
Schiffbauhalle und Ausrüstungskai der FSG, 2015

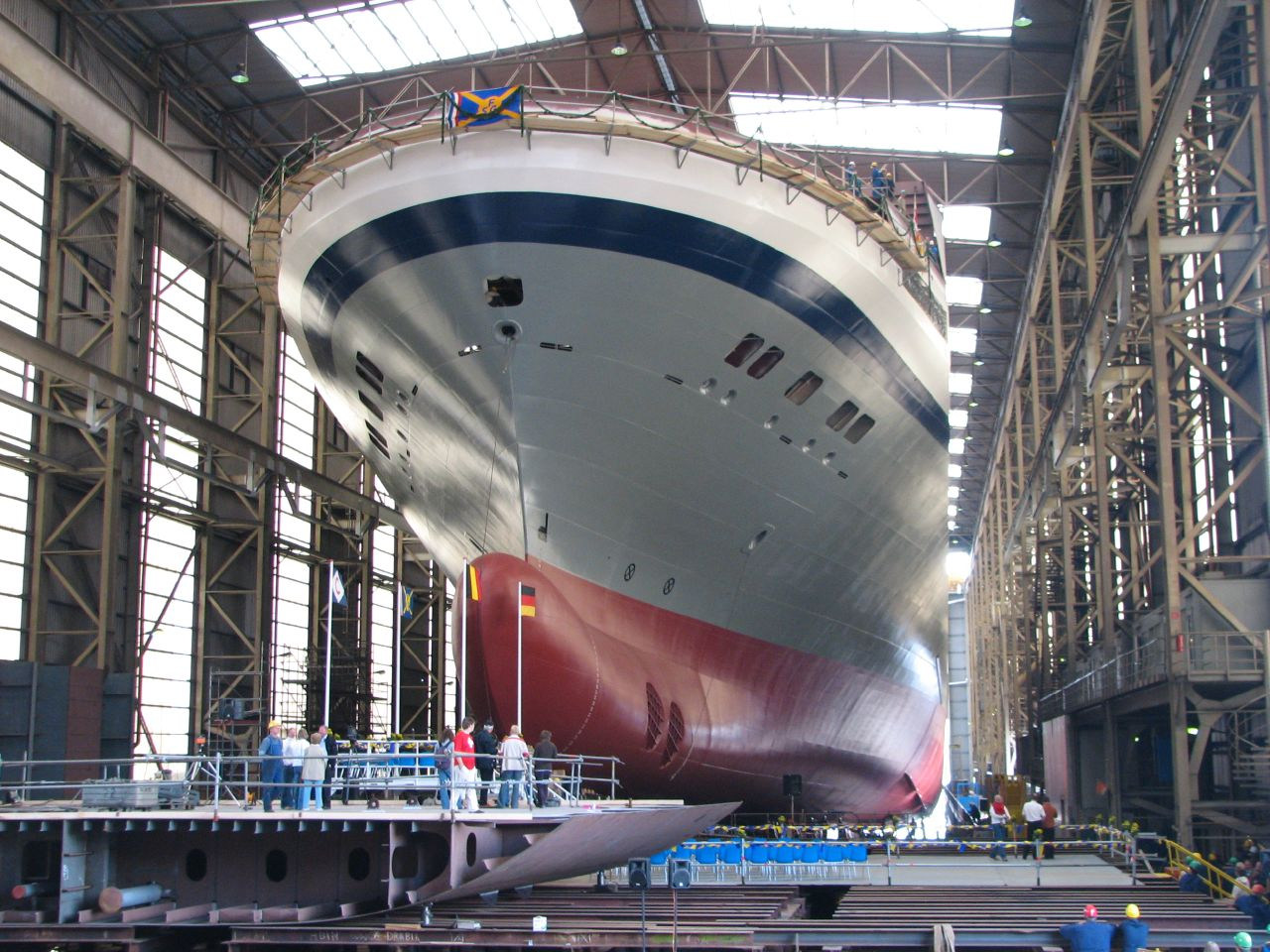
Neubau 731 Pauline vor dem Stapellauf in der Schiffbauhalle

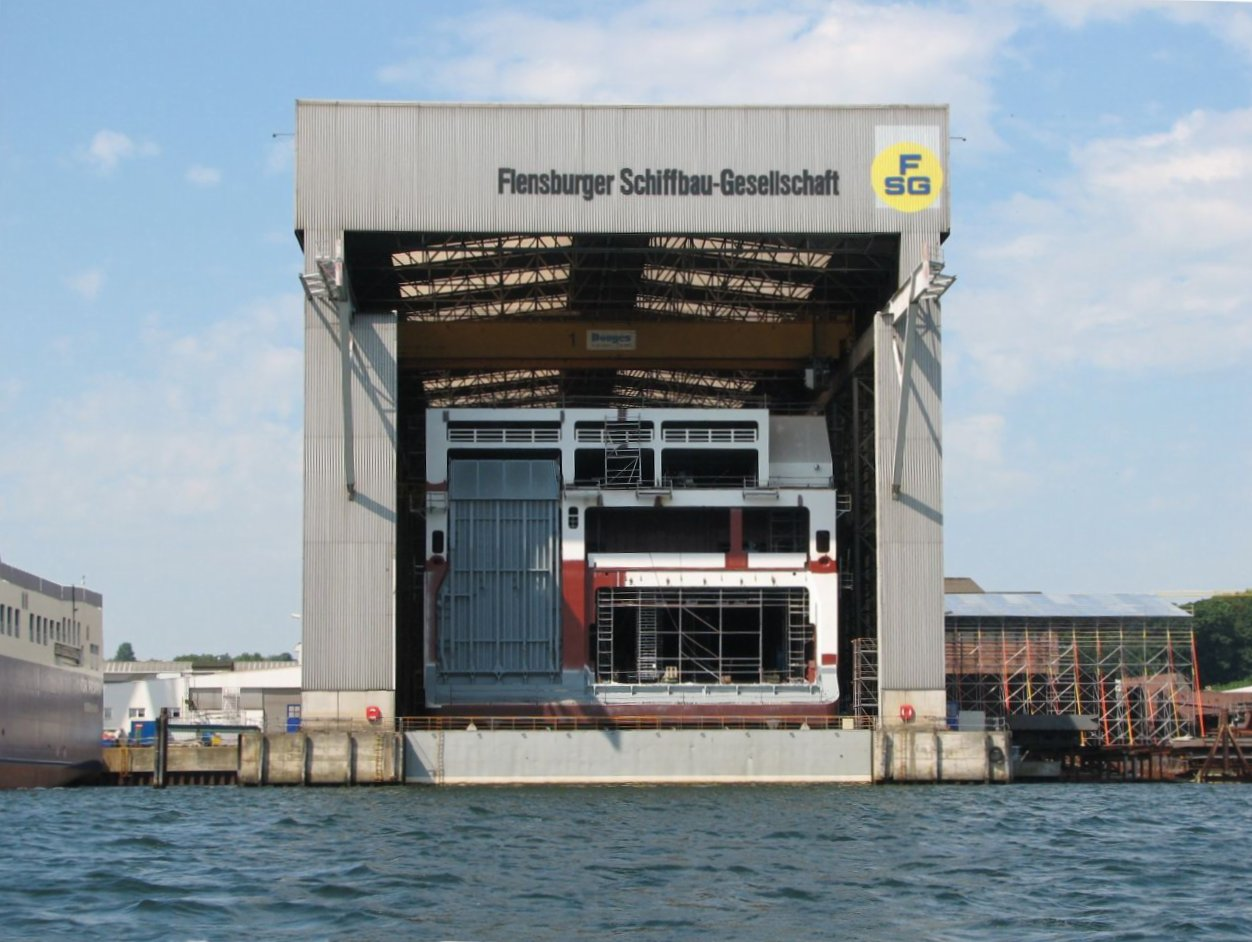
Werfthalle mit Neubau 731 Pauline für die belgische Reederei Cobelfret

Nach Ende des Krieges konnten zunächst 1920 wieder vier größere Frachtdampfer gebaut und das Gelände vergrößert werden. Finanziell erfolgreich war das Unternehmen in den 1920er Jahren nicht. Nach der Weltwirtschaftskrise ab 1929 sank die Belegschaft auf nur noch 200 Mann und in den Jahren von 1930 bis 1934 musste die Werft aufgrund der allgemeinen schlechten wirtschaftlichen Lage ihren Betrieb ganz einstellen. Zum Erhalt der Werft kaufte die Stadt Flensburg 25 % der Aktien auf. Anschließend gelang es dem Unternehmen, langsam wieder Fuß zu fassen. 1938 bestanden Aufträge für 20 Schiffe mit insgesamt 108.900 tdw, einen Schwimmkran und zwei Schwimmdocks für das Oberkommando der Marine.

### Zweiter Weltkrieg
Von 1941 bis 1945 wurden 28 U-Boot der Typen VII C und VII C/41 abgeliefert. Zu diesem Zweck war ein neues Werftgelände mit drei Helgen gebaut worden, das nach dem Krieg für den zivilen Schiffbau genutzt wurde, als das Unternehmen seinen Standort auf das neue Gelände verlegte. Ab Mitte 1943 wurden nur noch die bereits begonnenen Boote fertiggestellt, von denen das letzte im Januar 1945 abgeliefert wurde. Zusätzlich musste die FSG fünf bei Blohm & Voss in Hamburg begonnene Boote fertigstellen (U 1025 bis 1030, davon nur U 1025 noch in Dienst gestellt). Der Betrieb konzentrierte sich bis Ende des Krieges wieder auf den Bau von Überwasserschiffen, wie etwa die Einheitsfrachter für das Hansa-Bauprogramm. Fünf Luftangriffe auf die Werft konnten den Betrieb nicht wesentlich stören; der letzte und schwerste war am 19. Mai 1943, als 22 Bomben auf die Ausrüstungswerft fielen und die Bauwerft 48 Treffer verzeichnete.

### Ab den 1980er Jahren
Im Jahr 1982 wurde eine 275 m lange Schiffbauhalle erbaut, die zwei der drei Hellingen ersetzte. Diese enthält ihrerseits eine Helling, von der ab diesem Zeitpunkt alle Stapelläufe bei der FSG stattfanden. Es erfolgte auch eine Grundsanierung der Werft, bei der ein neues Gebäude mit Verwaltungs- und Konstruktionsbüros errichtet wurde.
Im Jahr 1990 erwarb der Reeder Egon Oldendorff das Unternehmen.
Ende Dezember 2008 hatte das Unternehmen erneut den Besitzer gewechselt. Der ab 2005 tätige Geschäftsführer Peter Sierk und Investoren um die Münchener Orlando Management GmbH erwarben die Geschäftsanteile der FSG im Rahmen eines sogenannten Management-Buy-out.
2012 standen bei der Werft neben Frachtfähren für die türkischen Ulusoy Sealines ein ConRo-Schiff für Oceanex (Kanada) und zwei Schwerlast-Transportschiffe in den Auftragsbüchern, die eine Auslastung bis Mitte 2014 ergaben.

### Gegenwart
Die Werft baute bis 2014 über 760 Schiffe unterschiedlichster Bauart. Ab 2010 erfolgte eine Spezialisierung auf RoRo-Schiffe, in diesem Segment wurde die Werft Marktführer. Inzwischen wurde der Schwerpunkt vom Serien- zum Spezialschiffbau verlegt. So wurden neben RoPax- und ConRo-Schiffen auch Schwerlasttransportschiffe und zwei Seismik-Schiffe, aber auch Schiffe für den Offshore-Markt gebaut.
Am 31. Oktober 2014 übernahm das norwegische Familienunternehmen Siem Industries die Werft FSG mit rund 750 Beschäftigten.
Im Februar 2019 beteiligte sich die Sapinda-Holding von Lars Windhorst mit 76 % am Unternehmen und rettete es vor einer möglichen Pleite, nachdem die Werft beim Bau der W.B. Yeats durch mehrfache Verzögerungen in finanzielle Schwierigkeiten geraten war. Die vollständige Übernahme der Werft erfolgte letztlich im August 2019 durch die besagte Holding, die in der Zwischenzeit in Tennor Holding B.V. umbenannt worden war. Ferner kam es auch beim anschließenden Bau der Honfleur, deren Ablieferung 2019 erfolgen sollte, zu einer mehrmonatigen Verzögerung. Infolgedessen lösten die Flensburger Schiffbau-Gesellschaft und die australische TT-Line Company im Februar 2020 den 2018 geschlossenen Vertrag über den Bau zweier Fähren (Baunummern 778 und 779) mit geplanter Ablieferung 2021 auf.
Im März 2020 brach in vielen Ländern die COVID-19-Pandemie aus. Nach einem innerbetrieblichen COVID-Ausbruch wurde der Betrieb auf der Werft am 19. März 2020 vorübergehend eingestellt. Für die Beschäftigten wurde der bereits bestehende Antrag auf Kurzarbeit erweitert. Im April 2020 wurde ein Insolvenzantrag gestellt sowie das zuletzt fertiggestellte RoRo-Schiff an die norwegische Siem-Gruppe abgeliefert. Mitte Juni 2020 wurde versucht, die Produktion wieder aufzunehmen, um den Neubau 774 für den Kunden fertigzustellen. Dazu wurde versucht, die Finanzierung zu sichern.
Die im Januar 2018 von der Irish Continental Group bestellte, 165,2 Mio. Euro teure Fähre mit 67.300 BRZ sollte 2020 abgeliefert werden und die Ulysses auf der Route Dublin – Holyhead ablösen. Der Vertrag wurde jedoch in Folge der Insolvenz der Bauwerft im Juni 2020 gekündigt.
Im Juni 2020 kündigte auch die französische Reederei Brittany Ferries den Vertrag über das bereits in Ausrüstung befindliche Fährschiff Honfleur. Damit hatte die Werft keine Aufträge mehr.
Der Unternehmer Lars Windhorst kündigte am 31. Juli 2020 an, dass mehrere zur Tennor Holding gehörende Gesellschaften Teile des Werftbetriebs mit zusammen etwa 350 Beschäftigten zum September 2020 übernehmen werden. Dies erfolgte zum 1. September 2020. Die übrigen rund 300 Beschäftigten konnten zum 1. August 2020 befristet für sechs Monate in eine Transfergesellschaft wechseln.
Im November 2020 bestellte IVP Ship Invest eine RoRo-Fähre, die am 30. Dezember 2020 auf Kiel gelegt wurde. Zudem wurde eine Option über einen weiteren Neubau vereinbart.
Mitte Juli 2021 kaufte die FSG die Nobiskrug-Werft in Rendsburg, die im April 2021 Insolvenz angemeldet hatte. Im Herbst 2021 erhielt die FSG den Auftrag zum Bau einer 210 m langen RoRo-Fähre mit LNG-Antrieb für die australische Reederei SeaRoad mit geplanter Ablieferung im vierten Quartal 2023.
2022 erwarb die Werft ein Schwimmdock der insolventen Sietas-Werft.
Im Dezember 2022 wurde die Werft mit dem Bau von 3 Betankungsschiffen für Flüssigerdgas beauftragt. Das Bundeswirtschaftsministerium stellt Förderbescheide für 62 Millionen Euro bereit.
Am 12. Dezember 2024 wurde durch die Sozialversicherungsträger Insolvenz beantragt.
Anfang 2025 übernahm die Heinrich Rönner Gruppe die seit Dezember 2024 insolvente Flensburger Schiffbau-Gesellschaft (FSG) von Investor Lars Windhorst. Die Werft firmiert seitdem unter dem Namen „FSG Shipyard GmbH“ und „FSG Design GmbH“. Thorsten Rönner, Gesellschafter der Heinrich Rönner Gruppe und neuer Geschäftsführer der Werft, betonte die langjährige Erfahrung der FSG in der Schiffsentwicklung, Konstruktion und Fertigung als wertvolle Ergänzung zur Unternehmensgruppe. Durch die Integration der FSG sollen Synergieeffekte innerhalb der Gruppe besser genutzt werden. Die „Flensburger Holding“ soll dabei weiter als „Flensburger Schiffbau-Gesellschaft“ geführt werden.
Der Bau der mit LNG-Antrieb für die Reederei SeaRoad war unterdessen zum Erliegen gekommen. Am 31. März 2025 feierte die FSG Shipyard GmbH die Wiederaufnahme der Arbeiten für den Bau einer RoRo-Fähre. Thorsten Rönner, CEO der FSG, und Tony Johnson, Technical Marine Manager von SeaRoad, gaben das Signal zum Brennstart. Das Projekt markiert einen wichtigen Schritt für die Zukunft der FSG und den Standort Flensburg in der Schiffbauindustrie. Die Fertigstellung ist nunmehr für das dritte Quartal 2026 geplant. 

## Aktueller Auftragsbestand
| Ablieferung (geplant) | Name                           | Vermessung (BRZ) | Auftraggeber/Eigner/Betreiber                    | Bemerkungen                                                                           |
| --------------------- | ------------------------------ | ---------------- | ------------------------------------------------ | ------------------------------------------------------------------------------------- |
| 2026                  | TBA (Banr. 784, Typ RoRo 7100) |                  | SeaRoad                                          | RoRo-Schiff, LNG-Antrieb Ablieferung ursprünglich geplant für das vierte Quartal 2023 |
|                       | TBA                            |                  | Nordic Hamburg Gruppe, Titan Clean Fuels, WESMAR | 110 m langes Bunkerschiff für LNG                                                     |
|                       | TBA                            |                  | Nordic Hamburg Gruppe, Titan Clean Fuels, WESMAR | 110 m langes Bunkerschiff für LNG                                                     |
|                       | TBA                            |                  | Nordic Hamburg Gruppe, Titan Clean Fuels, WESMAR | 110 m langes Bunkerschiff für LNG                                                     |
|                       | Autognom (Baunr. 803)          |                  | in Zusammenarbeit mit der Hochschule Flensburg   | autonome Personenfähre                                                                |
|                       |                                |                  | Deutsches Zentrum für Luft- und Raumfahrt        | 50 Meter langes Forschungsschiff                                                      |